# Граф де Арамайона
Граф де Арамайона — испанский дворянский титул. Он был создан 7 декабря 1606 года королем Испании Филиппом III для Алонсо Идиакеса де Бутрона-Мухики (1564—1618), сеньора де Арамайона, 1-го герцога де Сьюдад-Реаль, 1-го графа де Биандрина, 1-го маркиза де Сан-Дамиан, вице-короля и капитан-генерала Наварры.
Первоначально титул был создан с названием «Граф дель Валье де Арамайона».

## Графы де Арамайона
|                                              | Титул                                                          | Период                                       |
| Креация создана королем Испании Филиппом III | Креация создана королем Испании Филиппом III                   | Креация создана королем Испании Филиппом III |
| -------------------------------------------- | -------------------------------------------------------------- | -------------------------------------------- |
| I                                            | Алонсо Идиакес де Бутрон-Мухика и Оласабаль                    | 1606-1618                                    |
| II                                           | Хуан Алонсо де Идиакес де Бутрон и Мухика                      | 1618-1653                                    |
| III                                          | Франсиско Алонсо де Идиакес и Алава                            | 1653-1687                                    |
| IV                                           | Франсиско де Идиакес и Борха Арагон                            | 1687-1687                                    |
| V                                            | Хуана Мария де Идиакес и Борха Арагон                          | 1687-1712                                    |
| VI                                           | Мария Антония Пиментель Идиакес де Бутрон и Мухика             | 1712- 1728                                   |
| VII                                          | Ана Мария де Ороско и Вильеда                                  | 1728-1750                                    |
| VIII                                         | Хоакин Антонио Осорио Ороско и Манрике де Лара                 | 1750-1782                                    |
| IX                                           | Бенито Осорио Ороско и Ласско де ла Вега                       | 1782-1800                                    |
| X                                            | Нарсисо де Салаберт и Пинедо                                   | 1856-1885                                    |
| XI                                           | Росарио Касильда де Салаберт и Артеага                         | 1926-1936                                    |
| XII                                          | Луис Хесус Фернандес де Кордова-Фигероа и Салаберт             | 1951-1956                                    |
| XIII                                         | Виктория Евгения Фернандес де Кордова и Фернандес де Энестроса | 1959-2013                                    |
| XIV                                          | Виктория Елизавета де Гогенлоэ-Лангенбург и Шмидт-Полекс       | 2018 — настоящее время                       |

## История графов де Арамайона
- Алонсо Идиакес де Бутрон-Мухика и Оласабаль (1564—1618), 1-й граф де Арамайона («граф дель Валье де Арамайона»), 1-й герцог де Сьюдад-Реаль, 1-й граф де Биандрина, 1-й маркиз де Сан-Дамиан. Сын Хуана де Идиакеса и Оласабаля, сеньора де ла Каса де Идиакес (1540—1614), и Менсии Манрике де Бутрон.

1. Супруга — Хуана де Роблес и Сан-Кинтин (?-1623). Ему наследовал их сын:

- Хуан Алонсо де Идиакес де Бутрон и Мухика (1597—1653), 2-й граф де Арамайона, 2-й герцог де Сьюдад-Реаль, 2-й маркиз де Сан-Дамиан, 2-й граф де Биандрина.

1. Супруга — Ана Мария де Алава и Гевара, 2-я графиня де Тривиана (?-1623). Ему наследовал их сын:

- Франсиско Алонсо де Идиакес и Алава (1620—1687), 3-й граф де Арамайона, 3-й герцог де Сьюдад-Реаль, 3-й маркиз де Сан-Дамиан, 3-й граф де Биандрина.

1. Супруга — Франсиска де Борха и Арагон, 7-я принцесса Скуиллаче (?-1693). Ему наследовал их сын:

- Франсиско де Идиакес и Борха Арагон (1676—1687), 4-й граф де Арамайона, 4-й герцог де Сьюдад-Реаль, 4-й маркиз де Сан-Дамиан, 4-й граф де Биандрина, 8-й принц Скуиллаче.

1. Супруга — Франсиска Ниньо де Гусман, 4-я графиня де Вильяумброса. Бездетен, ему наследовал его сестра:

- Анна Мария де Идиакес и Борха Арагон (1662—1712), 5-я графиня де Арамайона, 5-я герцогиня де Сьюдад-Реаль, 5-я маркиза де Сан-Дамиан, 5-я графиня де Биандрина, 9-я принцесса Скуиллаче.

1. Супруг — Антонио Пиментель де Ибарра (?-1686), 4-й маркиз де Тарасена.
2. Супруг — Мануэль Пиментель и Суньига (?-1692), 6-й маркиз де Мирабель, 5-й маркиз де Мальпика, 6-й маркиз де Повар, 3-й граф де Берантевилья. Ей наследовал её дочь от первого брака:

- Мария Антония Пиментель Идиакес де Бутрон и Мухика (1686—1728), 6-я графиня де Арамайона, 6-я герцогиня де Сьюдад-Реаль, 6-я маркиза де Сан-Дамиан, 6-я графиня де Биандрина, маркиза де Пальер, 5-я маркиза де Тарасена, графиня де Майяльде, графиня де Симари, графиня де Фикальо, графиня де Баррика, 10-я принцесса Скуиллаче. После её смерти титул принца Скуиллаче перешел к сицилийской короне.

1. Супруг — Луис Мельчор де Борха и Арагон, граф де Сагра, граф дель Зенете (ок. 1665—1718). Брак бездетен.
2. Супруг — Карло Джузеппе Туринетти, 2-й граф де Кастильоне (?-1731). Брак бездетен.

- Анна Мария де Орско и Вильеда (1711—1750), 7-я графиня де Арамайона, 7-я герцогиня де Сьюдад-Реаль, 7-я маркиза де Сан-Дамиан, 7-я графиня де Биандрина, графиня де Баррика, 5-я маркиза де Мортара, 4-я маркиза де Олиас, 4-я маркиза де Сарреаль, 5-я графиня де Ленсес, 8-я графиня де Тривиана, виконтесса де Олиас, виконтесса де Вильериас. Дочь Франсиско де Ороско Манрике де Лара Сапата, 4-го маркиза де Мортара (1677—1729), и Исабель де Вильеда Вега, 4-й графини де Ленсес.

1. Супруг — Висенте Осорио и Вега, сын Мануэля Переса Осорио Вега Энрикеса де Гусмана, 6-го маркиза де Монтаос, 8-го графа де Грахаль, 9-го графа де Фуэнсальданья, и Хосефы Антонии де Гусман и Спинолы. Ей наследовал их сын:

- Хоакин Антонио Осорио и Ороско Манрике де Лара (1734—1782), 8-й граф де Арамайона, 8-й герцог де Сьюдад-Реаль, 6-й маркиз де Мортара, 5-й маркиз де Олиас, 5-й маркиз де Саррель, 8-й маркиз де Сан-Дамиан, 6-й граф де Ленсес, 9-й граф де Тривиана, 8-й граф де Биандрина.

1. Супруга — Рафаэла Лассо де ла Вега и Сармьенто (1734—1777), дочь Рафаэла Лассо де ла Веги и Сармьенто, сына Луиса Лассо и де ла Веги и Кордовы, 2-го герцог дель Арко. Ему наследовал их единственный сын:

- Бенито Осорио Ороско и Лассо де ла Вега (1762—1800), 9-й граф де Арамайона, 9-й герцог де Сьюдад-Реаль, 7-й маркиз де Мортара, 6-й маркиз де Олиас, 6-й маркиз де Сарреаль, 9-й маркиз де Сан-Дамиан, 8-й граф де Ленсес, 9-й граф де Биандрина.

1. Супруга — Мария Паула де Мена и Бенавидес. Брак бездетен.
2. Супруга — Хосефа де Каррос Сентельес Катала де Валериола (?-1814), 3-я герцогиня де Альмодовар-дель-Рио, 7-я графиня де Каналехас. Брак бездетен.

- Нарсисо де Салаберт и Пинедо (1830—1885), 10-й граф де Арамайона, 6-й граф де Офалия, 7-й маркиз де ла Торресилья, 8-й маркиз де Вальдеольмос, 8-й маркиз де Наваэрмоса, 7-й маркиз де ла торре-де-Эстебан-Амбран.

1. Супруга — Мария Хосефа де Артеага и Сильва (1832 — ?), дочь Андреса Авелино де артеаги и Ласкано Палафокса, 7-го маркиза де Вальдемиано. Ему наследовала их старшая дочь:

- Росарио Касильда де Салаберт и Артеага (1838—1936), 11-я графиня де Арамайона, 7-я графиня де Офалия, 11-я герцогиня де Сьюдад-Реаль, 9-я маркиза де ла Торресилья, 9-я маркиза де Наваэрмоса, 8-я виконтесса де Линарес.

1. Супруг — Луис Мария Фернандес де Кордова и Перес де Баррадас (1851—1879), 16-й герцог де Мединасели, 15-й герцог де Ферия, 14-й герцог де Алькала-де-лос-Гасулес, 16-й герцог де Сегорбе, 17-й герцог де Кардона, 12-й герцог де Каминья, 6-й герцог де Сантистебан-дель-Пуэрто.
2. Супруг — Мариано Фернандес де Энестроса и Ортис де Мионьо (1858—1919), 1-й герцог де Санто-Мауро, 4-я графиня де Эстрадас. Ей наследовал ей единственный сын от первого брака:

- Луис Хесус Фернандес де Кордова и Салаберт (1880—1956), 12-й граф де Арамайона, 8-й граф де Офалия, 12-й герцог де Сьюдад-Реаль, 17-й герцог де Мединасели, 16-й герцог де Ферия, 15-й герцог де Алькала-де-лос-Гасулес, 17-й герцог де Сегорбе, 18-й герцог де Кардона, 13-й герцог де Каминья, 15-й герцог де Лерма, 7-й герцог де Сантистебан-дель-Пуэрто, 3-й герцог де Дения, 3-й герцог де Тарифа и 10-й маркиз де ла Торресилья. Ему наследовал его старшая дочь от первого брака:

1. Супруга — Анна Мария Фернандес де Энестроса и Гайосо де лос Кобос (1879—1938)
2. Супруга — Мария де ла Консепсьон Рей де Пабло-Бланко (? — 1971).

- Виктория Евгения Фернандес де Кордова и Фернандес де Энестроса (1917—2013), 13-я графиня де Арамайона, 18-я герцогиня де Мединасели.

1. Супруг — Рафаэль де Медина и Вильялонга (1905—1992).

- Виктория Елизавета де Гогенлоэ-Лангенбург и Шмидт-Полекс (род. 1997), 14-я графиня де Арамайона, 20-я герцогиня де Мединасели, дочь принца Марко Гогенлоэ-Лангенбурга, 19-го герцога де Мединасели (1962—2016), и Сандры Шмидт-Полекс (род. 1968), внучка принца Макса фон Гогенлоэ-Лангенбурга (1931—1994), и Анны Луизы де Медина и Фернандес де Кордовы, 13-й маркизы де Наваэрмоса и 9-й графини де Офалия (1940—2012), единственной дочери Виктории Евгении Фернандес де Кордовы, 18-й герцогини де Мединасели (1917—2013).